# Poubaïta
La poubaïta és un mineral de la classe dels sulfurs, que pertany al grup de l'aleksita. Rep el nom pel professor Zdeněk Pouba (8 de juny de 1922 - 27 de desembre de 2011), mineralogista txec, catedràtic de geologia de dipòsits i economia (de 1953 a 1982) a la Universitat Charles de Praga, a la República Txeca.

## Característiques
La poubaïta és una sulfosal de fórmula química PbBi₂(Se,Te,S)₄. Cristal·litza en el sistema trigonal. La seva duresa a l'escala de Mohs es troba entre 2,5 i 3.
Segons la classificació de Nickel-Strunz, la poubaïta pertany a «02.GC - Poli-sulfarsenits» juntament amb els següents minerals: hatchita, wal·lisita, sinnerita, watanabeïta, simonita, quadratita, manganoquadratita, smithita, trechmannita, aleksita, kochkarita, rucklidgeïta, babkinita, saddlebackita, tvalchrelidzeïta i mutnovskita.

## Formació i jaciments
Va ser descoberta a la localitat de Oldřichov, un dipòsit d'uraninita amb associació de sulfurs-selenurs que està situat al districte de Tachov (Regió de Plzeň, República Txeca). També ha estat descrita al Japó, Austràlia, el Canadà i Mèxic.